# Безуглова, Ольга Степановна
Ольга Степановна Безуглова (род. 16 июля 1949, Кировабад, Азербайджанская ССР) ― советский российский почвовед; доктор биологических наук, профессор, Почётный работник высшего профессионального образования Российской Федерации.

## Биография
Ольга Степановна родилась 16 июля 1949 года в городе Кировабаде. В 1972 году окончила Ростовский государственный университет, биолого-почвенный факультет, кафедра почвоведения и агрохимии, специальность ― почвоведение. В Московском государственном университете им. М. В. Ломоносова защитила две диссертации: в 1980 году ― кандидатскую диссертацию на тему «Гумус черноземов и каштановых почв Ростовской области в связи с их бонитировкой» (руководитель ― профессор Ф. Я. Гаврилюк, Заслуженный деятель науки РФ), в 1985 ― докторскую («Гумусное состояние чернозёмно-степных почв южной России», научный консультант ― профессор Д. С. Орлов).
Работала в Ростовском государственном университете на кафедре почвоведения и агрохимии: лаборантом (1972), старшим лаборантом (1973). 1974―1978 ― аспирант, 1979―1986 ― ассистент, 1986―1992 ― старший преподаватель, 1992―1996 ― доцент.
С 1997 года работает в Южном федеральном университете профессором кафедры почвоведения и оценки земельных ресурсов, а также с 2013 года в Федеральном Ростовском аграрном научном центре (главный научный сотрудник)
Участвует в работе Международного общества почвоведов; постоянный докладчик на Международных конференциях Общества по изучению гуминовых веществ, членом которого является. Выступала с научными докладами на научных форумах в Российской федерации и за рубежом: Международная конференция по городским почвам в Эссене (Германия), XVII Международный конгресс почвоведов в Бангкоке, съезды Общества почвоведов им. В. В. Докучаева; читала лекцию на Международной школе-семинаре по гуминовым веществам. Член Президиума Центрального совета Общества почвоведов им. В. В. Докучаева
Подготовила 3 докторов и 23 кандидата наук.
Автор 760 публикаций, в том числе: монографий ― 22, учебников и учебных пособий ― 14, статей в журнале «Почвоведение» ― 33. В зарубежных изданиях ― 85.

## Основные публикации
- Почва вашего участка: диагностика, уход, обработка. Ростов-на-Дону: Феникс, 1999. ― 112 с.
- Виноград: экология, агротехника, переработка. Ростов-на-Дону: Феникс, 1999. ― 256 с. (в соавторстве с В. Ф. Вальковым)
- Справочник садовода. Ростов-на-Дону: Феникс, 2000. ― 528 с. (в соавторстве с В. Г. Гавришем, Д. С. Должковым, Г. В. Ереминым, В. Г. Ереминым, С. Н. Забродиной)
- Томаты: экология, агротехника, переработка. Ростов-на-Дону: Феникс, 2000. ― 448 с. (в соавторстве с Д. С. Должковым);
- Удобрения и стимуляторы роста. Ростов-на-Дону: Феникс, 2000. ― 320 с.
- Биогеохимия. Учебник для студентов высших учебных заведений. Ростов-на-Дону: Феникс, 2000. ― 317 с. (в соавторстве с Д. С. Орловым)
- Гумусное состояние почв юга России. Ростов-на-Дону: Издательство СКНЦВШ, 2001. ― 228 с.
- Экологические проблемы антропогенных ландшафтов Ростовской области. Том 1. Экология города Ростова-на-Дону. Ростов-на-Дону: изд-во СКНЦВШ, 2003. ― 290 с.(в соавторстве с В. В. Приваленко)
- Соя: экология, агротехника, переработка. Ростов-на-Дону: Феникс, 2003. ― 160 с. (в соавторстве с Г. Т. Балакаем)
- Новый справочник по удобрениям и стимуляторам роста. Ростов-на-Дону: Феникс, 2003. ― 384 с.
- The use of humates for the detoxification of soils contaminated with heavy metals //Use of Humic Substances to Remediate Polluted Environments: From Theory to Practice, 185—200. I. V. Perminova et all (eds.), 2005, Springer. Printed in the Netherlands (в соавторстве с А. В. Шестопаловым)
- Экологические принципы сохранения почвенного покрова. Волгоград: РПК Политехник, 2006. ― 96 с. (в соавторстве с А. А. Околеловой, Г. С. Егоровой)
- Комнатные растения: уход и защита. — М.: ЭКСМО, 2006. ― 160 с. (в соавторстве с А. Н. Мальцевой)
- Удобрения, биодобавки и стимуляторы роста для вашего урожая. Ростов-на-Дону: Феникс, 2007. ― 254 с.
- Экологический мониторинг почв. Учебник для ВУЗов (рекомендовано УМО по почвоведению). — М.: Академический проект, 2007. ― 237 с. (в соавторстве с Г. В. Мотузовой)
- История кафедры почвоведения и агрохимии Ростовского государственного университета. Ростов-на-Дону, 2007. ― 183 с. (в соавторстве с В. С. Крыщенко, О. А. Бирюковой)
- Почвы Ростовской области. — Учебное пособие. Ростов-на-Дону: Изд-во Южного федерального университета, 2008. ― 352 с. (в соавторстве с М. М. Хырхыровой)
- Гуминовые вещества в биосфере. Учебное пособие. Ростов-на-Дону, 2009. ― 120 с.
- Классификация почв. Учебное пособие. Ростов-на-Дону, 2009. ― 128 с.
- Почвы территорий полигонов твердых бытовых отходов и их экология. Ростов-на-Дону: Изд-во Южного федерального университета, 2010. ― 232 с. (в соавторстве с Д. Г. Невидомской, И. В. Морозовым).
- Урбопочвоведение. Учебник для студентов высших учебных заведений. Ростов-на-Дону, 2012. ― 254 с. (Совместно с Горбовым С. Н., Морозовым И. В., Невидомской Д. Г.)
- Безуглова О. С., Голозубов О. М., Крыщенко В. С. Почвенно-географический крупномасштабный электронный атлас Ростовской области: принципы построения, структура, возможности использования. Ростов-на-Дону: Мини-Тайп, 2013. ― 146 с.
- Безуглова О. С., Полиенко Е. А., Горовцов А. В., Лыхман В. А. Влияние гуминовых препаратов на почвы и растения. Ростов-на-Дону — Таганрог: Изд-во Южного федерального университета, 2019. 152 с. ISBN 978-5-9275-3157-8
- Горбов С. Н., Безуглова О. С. Почвенный покров Ростовской агломерации. Ростов-на-Дону — Таганрог: Издательство Южного федерального университета, 2019. 188 с. DOI: 10.23683/800919057 ISBN 978-5-9275-3218-6
- Безуглова О. С., Лыхман В. А., Полиенко Е. А., Горовцов А. В. Гуминовые препараты и структурное состояние чернозёмных и каштановых почв Ростовской области. Ростов-на-Дону: АзовПринт, 2020. 188 с.
- Горбов С. Н., Безуглова О. С. Тяжелые металлы и радионуклиды в почвах Ростовской агломерации. Ростов-на-Дону — Таганрог: Издательство Южного федерального университета, 2020. 124 с. Идентификаторы: Трек-номер: 801273349 DOI: 10.18522/801273349 ISBN 978-5-9275-3529-3
- Безуглова О. С., Горбов С. Н., Литвинов Ю. А., Чернова О. В. Принципы создания Красной книги почв Ростовской области. Ростов-на-Дону ; Таганрог : Издательство Южного федерального университета, 2022. — 116 с. ISBN 978-5-9275-4279-6
- Безуглова О. С., Горбов С. Н., Скрипников П. Н. Гумусное состояние почв Ростовской агломерации. Ростов-на-Дону ; Таганрог : Издательство Южного федерального университета, 2022. — 138 с. ISBN 978-5-9275-4252-9.

## Достижения
- Доктор биологических наук;
- Профессор 1997;
- Почётный работник высшего профессионального образования Российской федерации (2010);
- Дважды Соросовский доцент;
- Почётная Грамота Министерства образования Российской федерации (2005);
- Почётная медаль Общества почвоведов им. В. В. Докучаева (2008);
- Член Общества почвоведов им. В. В. Докучаева, председатель Ростовского отделения;
- Член Международного общества гуминовых веществ;
- Заместитель главного редактора журнала «Живые и биокосные системы»[1].